# Christian Wolmar

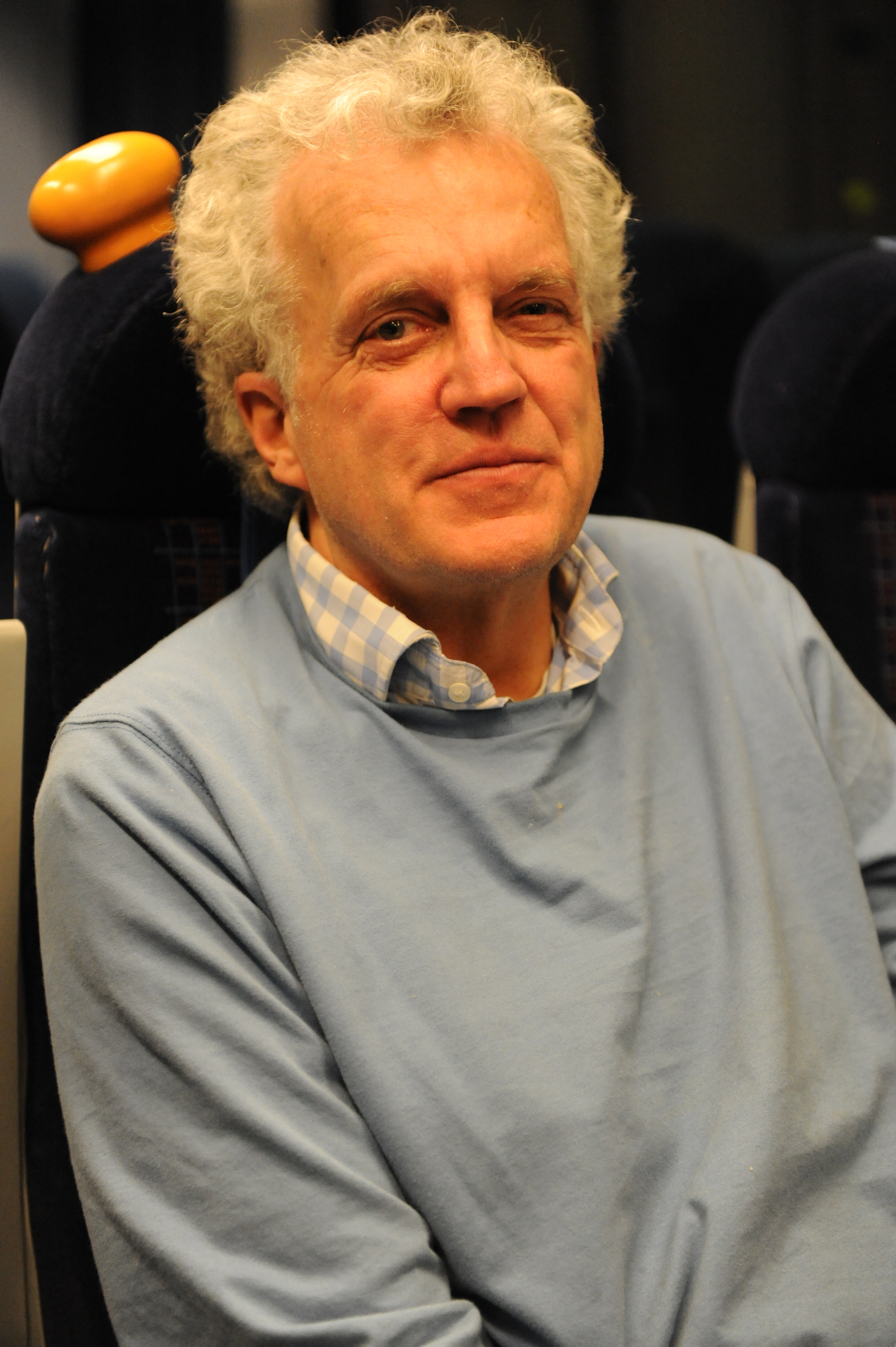
Christian Wolmar

Christian Tage Forter Wolmar (Londen, 3 augustus 1949) is een Brits journalist, publicist en spoorweghistoricus. Hij is bekend om zijn boeken over vervoer. Wolmar is de bekendste commentator over de Britse spoorwegen. In 2007 werd hij aangeduid als Transport Journalist of the Year. Hij is een vooraanstaand criticus van de privatisering van de Britse spoorwegen. Wolmar is een tegenstander van de aanleg van HS2, een geplande hogesnelheidstrein tussen Londen, Birmingham en andere plaatsen in het noorden van Engeland.
Enkele van zijn boeken zijn The Subterranean Railway: a history of the London Underground (2004), Fire and Steam (2007), Blood, Iron and Gold (2009) en Engines of War (2010). In 2012 verscheen The Great Railway Revolution over de geschiedenis van de spoorwegen in de Verenigde Staten. In 2013 kwam To the edge of the World uit, over de Trans-Siberische spoorlijn.
In september 2012 kondigde Christian Wolmar aan dat hij zich namens Labour kandidaat wilde stellen voor het burgemeesterschap van Londen in 2016. Hij eindigde als voorlaatste in de verkiezing. Eveneens in 2016 was Wolmar kandidaat in de tussentijdse verkiezing in het kiesdistrict Richmond Park. Hij haalde 3,67% van de stemmen en eindigde als derde.